# Staad (Konstanz)

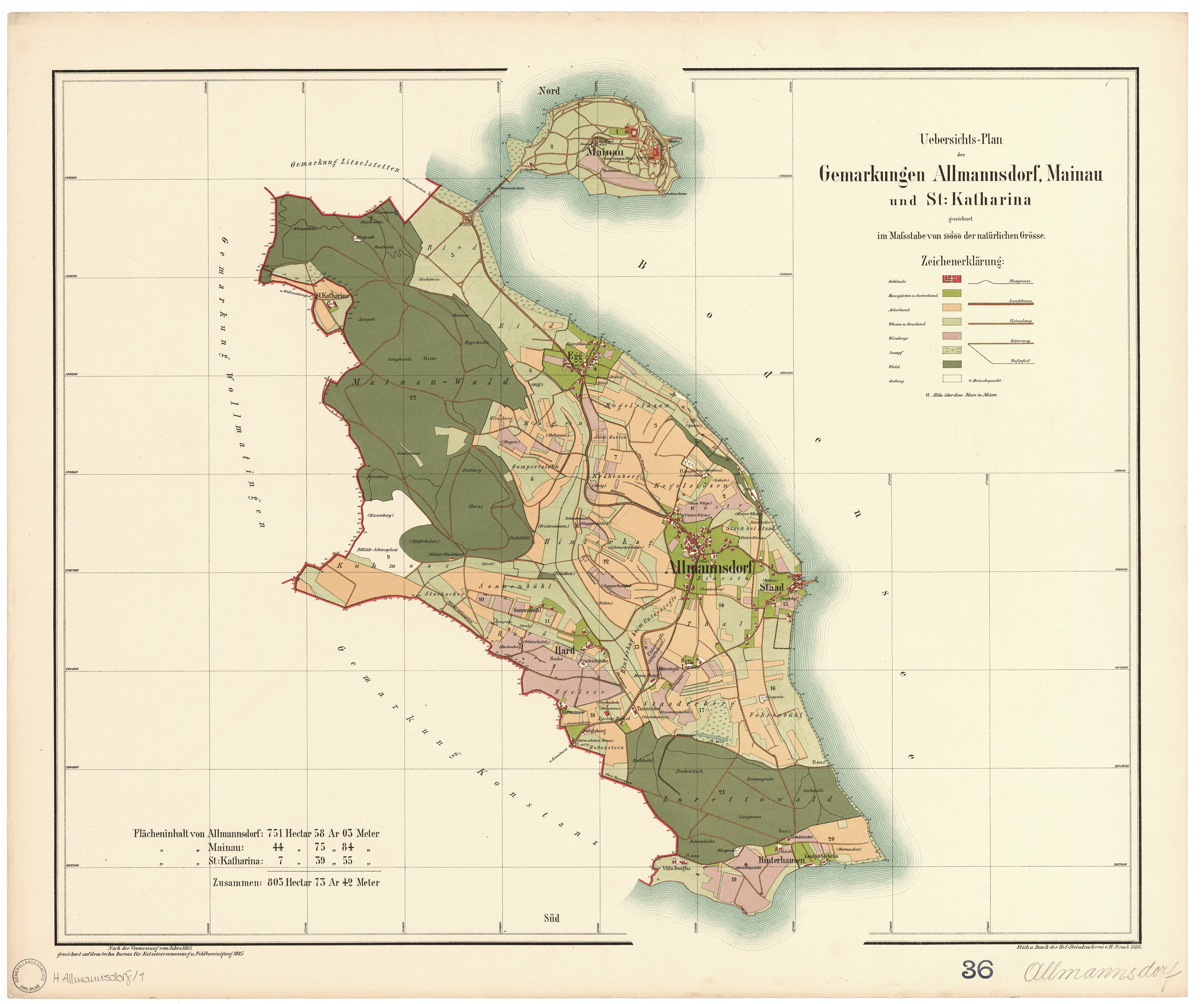
Staad bildete den südöstlichen Teil der früheren Gemeinde Allmannsdorf

Staad ist ein Vorort der baden-württembergischen Stadt Konstanz im Landkreis Konstanz in Deutschland.

## Geographische Lage
Staad liegt in ostexponierter Hanglage am Ostrand des Konstanzer Stadtteils Allmannsdorf. Der alte Ortskern nahe dem Bodenseeufer bei der Anlegestelle der Autofähre Konstanz–Meersburg ist dicht bebaut.

## Geschichte
1246 als Stade apud Egge ersterwähnt kam Staad 1272 zusammen mit Allmannsdorf aus Reichenauer Besitz an die Kommende Mainau des Deutschen Ordens. Kirchlich gehörte Staad zunächst zu Wollmatingen, später zu Allmannsdorf.
Am 1. Januar 1915 kam Staad mit der Gemeinde Allmannsdorf, zu der es gehörte, zu Konstanz.

## Bevölkerung
- 1990: 1.726[2].
- 1995: 1.717
- 2000: 1.635
- 2005: 1.684
- 2010: 1.747
- 2018: 1.793[3]

## Kultur und Sehenswürdigkeiten

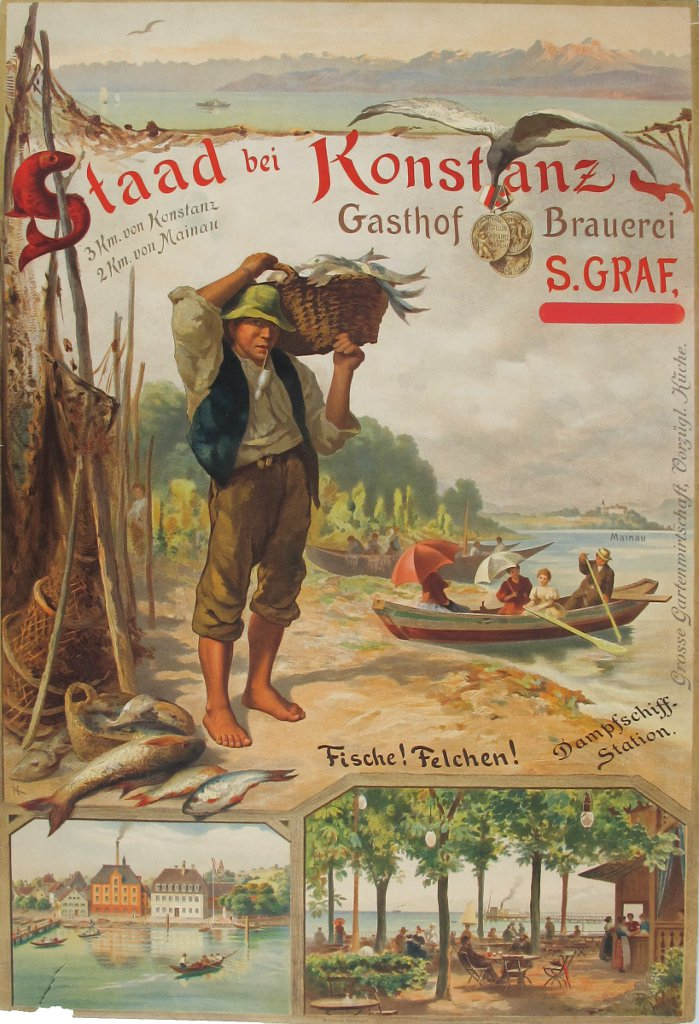
Werbeschild der ehemaligen „Brauerei Graf“ in Staad

- Denkmalgeschützte „Ländebauten“ an der Anlegestelle der Autofähre Konstanz–Meersburg, 1953 entworfen vom Bauhaus-Schüler Hermann Blomeier[4]
- „Lorettokapelle“ auf der gleichnamigen Lorettohöhe; der Name leitet sich aus dem nach dem Petersdom in Rom zweitwichtigsten italienischen (Marien-)Wallfahrtsort Loreto her, siehe Loretokapelle
- „Hoerle-Park“ an der Staader Bucht
- Das Schloss Horn ist eine ehemalige Besitzung der Bischöfe von Konstanz.[5]
- „Ruppaner-Brauerei“ mit Brauerei-Ausschank, Terrasse mit Blick auf den Fährhafen

- Siehe auch: Sehenswürdigkeiten in Konstanz

## Jakobsweg
Durch Staad verläuft unter anderem der von Meersburg herführende Oberschwäbische Jakobsweg, dessen Ziel das Konstanzer Münster ist; ab dort findet er als Schwabenweg seine Fortsetzung.